# Contea di Wayne (Tennessee)
La contea di Wayne in inglese Wayne County è una contea dello Stato del Tennessee, negli Stati Uniti. La popolazione al censimento del 2000 era di 16 842 abitanti. Il capoluogo di contea è Waynesboro.